# 수베테 아 미 모토
《수베테 아 미 모토》(스페인어: Súbete a mi moto)은 2002년 방영된 멕시코의 텔레노벨라이다.